# Pies (powieść)
Pies (słoweń. Telesni čuvaj) – powieść kryminalno-psychologiczna Mihy Mazziniego, opublikowana po raz pierwszy w roku 2000. Powieść przełożył na język polski Wojciech Domachowski, ukazała się ona w 2008 roku nakładem wydawnictwa Grube Ryby. Powieść tłumaczona była także na języki angielski, serbski i włoski.

## Opis fabuły
Po tym jak główna bohaterka – Hanna – znalazła się w sytuacji zagrażającej jej życiu, została jej przydzielona ochrona. Tytułowy Pies przez cały kolejny tydzień jest obok niej 24 godziny na dobę. Nie jest jednak zwykłym człowiekiem. Z wyglądu przypomina wilkołaka, jest agresywny i nie potrafi kontrolować swojej zwierzęcej natury.